# Ливонская марка

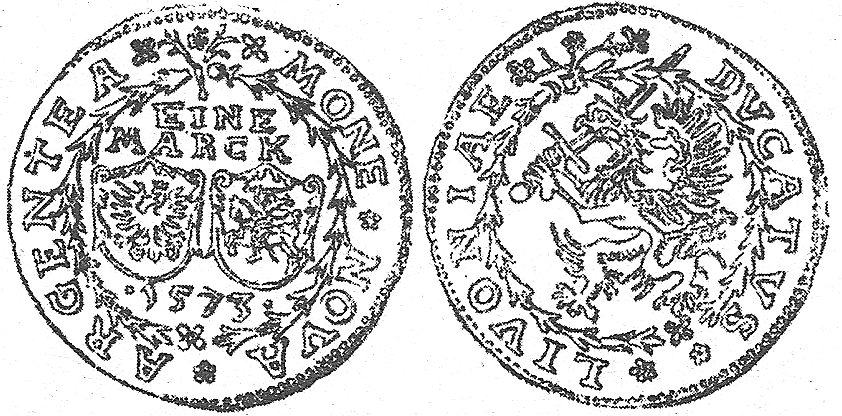
Одна марка Ливонского герцогства 1573 года

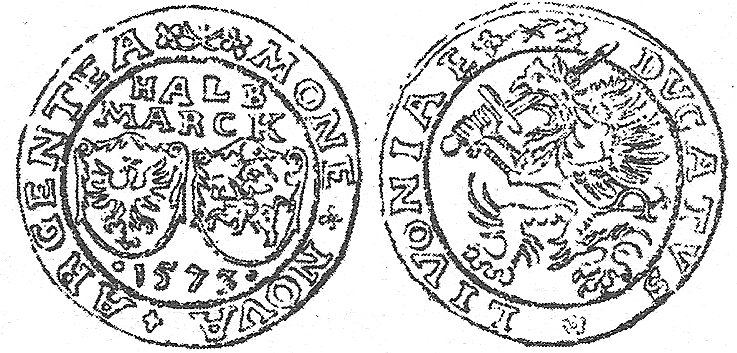
Полмарки Ливонского герцогства 1573 года

Ливонская марка (нем. Marck) — денежная единица ряда государственных образований, существовавших на территории Ливонии, которая чеканилась в виде монет в XVI веке.

## Территориальные изменения в Ливонии в XV—XVIII веках
4 декабря 1435 года образовалась Ливонская конфедерация, в которую вошли Ливонский орден и пять архиепископств на территориях Ливонии. В 1558—1583 годах во время ливонской войны Ливонская конфедерация прекратила свое существование. В 1561 году на западной части Латвии от реки Даугавы образовалось герцогство Курляндия и Семигалия. Юго-западная часть Латвии была отдана Польскому королевству. На землях северной и центральной Ливонии образовалось Задвинское герцогство. Согласно Виленскому соглашению, губернатором этих земель стал Ян Ходкевич.
Во время Польско-шведской войны в составе Речи Посполитой осталась юго-восточная часть Ливонии. В 1621 году герцогство было отменено и присоединено к Речи Посполитой, получив статус воеводства. В 1629 году Швеция завоёвывает земли южной Эстонии и центральной Латвии, из которых образуется доминион Шведская Ливония.
В 1721 году, после поражения шведов в Великой Северной войне, был заключён Ништадтский мирный договор, согласно которому Шведская Ливония отошла в состав Российской империи, получив статус Лифляндской губернии. 23 апреля 1772 года русские войска во главе с А. Суворовым разгромили главные силы барских конфедератов под Краковом. Польская часть восточной Ливонии была присоединена к Лифляндской губернии.

## Марка в денежном обращении Ливонии
С XIV века на территории Ливонии и Эстляндии в качестве денежной и весовой единицы употреблялась рижская марка весом в 207,8 г. В связи с постепенным снижением количества серебра в монетах счётная марка стала отличаться от весовой. Так, к XV веку счётная марка была равна 36 шиллингам, а весовая — 164 шиллингам (то есть около 4,5 счётных марок). К концу XV века рижская весовая марка была равна уже 180 шиллингам или 5 счётным маркам.
В 1422 году был заключён монетный союз, устанавливавший единую денежную систему, которой обязаны были следовать все монетные дворы Ливонии. Основной единицей этой системы являлся шиллинг. Марка первоначально применялась только как счётная единица (марка = 4 фердинга = 36 шиллингов = 144 артига). Первые монеты в одну марку были отчеканены в Риге архиепископом Яспером Линде совместно с ландмейстером Ливонского ордена Вальтером фон Плеттенбергом. В XVI—XVII веках монеты в полмарки, одну и две марки изредка чеканили небольшими тиражами. С распадом Ливонской конфедерации условия монетного союза перестали соблюдаться.
Образованное в 1561 году Задвинское (Ливонское) герцогство получило в 1570 году от короля Сигизмунда II Августа разрешение на чеканку монет. Монетный двор предполагалось первоначально расположить в Саласпилсе, однако он был оборудован в замке Долес. Монеты (в том числе монеты в одну марку и полмарки) чеканились в 1572 и 1573 годах, они предназначались для выплаты жалования Пярнусскому гарнизону. Чеканка этих низкопробных монет вызвала протест у Риги, и вскоре была прекращена.
В шведских владениях в Ливонии первоначально использовались и монеты, чеканившиеся по монетным нормам Речи Посполитой, и шведские монеты. Только в 1630 году монетный двор Риги начал чеканку монет по шведским нормам. Монетная система Швеции того времени включала такую единицу, как «марка», но рижский монетный двор монеты в марках не чеканил.
В декабре 1705 года по приказу генерал-губернатора Ливонии Карла Густава Фрёлиха была произведена надчеканка в виде монограммы (двойной буквы «C» и числа XII) шведских монет Карла XI и Карла XII в 5 эре, 1, 2 и 4 марки.